# My Dearest

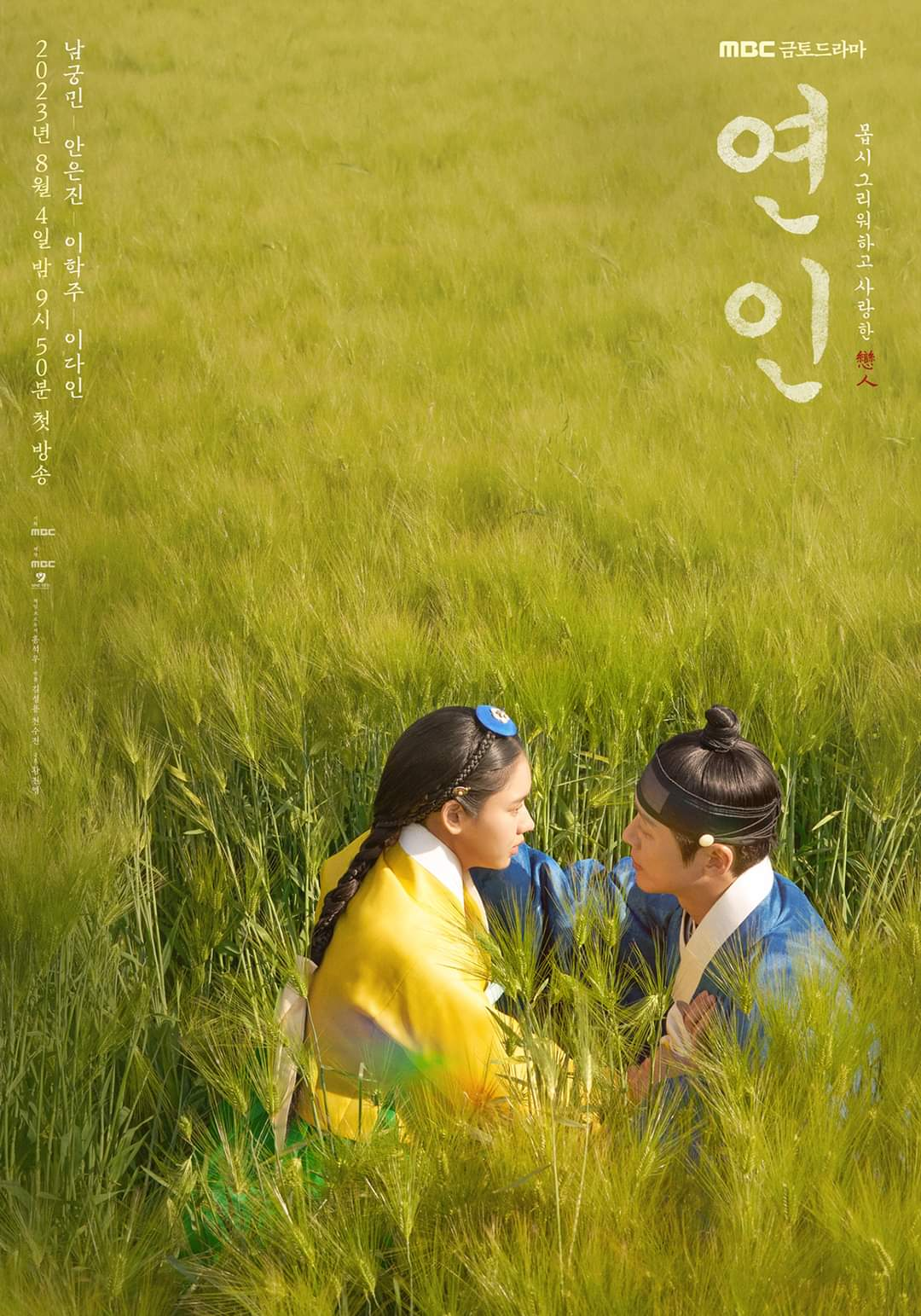
Póster de la serie coreana "My Dearest".

My Dearest (en hangul, 연인; romanización revisada del coreano: Yeon-in) es una serie de televisión surcoreana dirigida por Kim Sung-yong y Cheon Soo-jin, y protagonizada por Namkoong Min, Ahn Eun-jin, Lee Hak-joo, Lee Da-in y Kim Yun-woo. Dividida en dos partes de diez capítulos, la primera se emitió en el canal MBC desde el 4 de agosto de 2023 y la segunda en octubre del mismo año, en horario de viernes y sábados a las 21:50 horas (KST). También está disponible en la plataforma Viki para algunas zonas del mundo.

## Sinopsis
My Dearest es una historia romántica sobre una pareja durante las guerras provocadas por las invasiones manchúes del reino de Joseon en la década de 1630. Lee Jang-hyun (Namkoong Min) es un hombre misterioso que parece ser una persona alegre en la superficie, pero en el fondo guarda un secreto profundo y oscuro que no puede compartir con nadie. Yoo Gil-chae (Ahn Eun-jin), una mujer encantadora de una familia noble, entra en su vida. Los dos encuentran el amor y soportan los rigores de la guerra.

## Reparto

### Principal
- Namkoong Min como Lee Jang-hyun, un hombre que no pone su corazón en nada, pero abre la puerta a un destino inesperado después de conocer a una mujer.[5][6][7]
  - Moon Seong-hyun como Jang-hyun de adolescente.[8]
- Ahn Eun-jin como Yoo Gil-chae, una mujer que creció en una buena familia, y que después de pasar por el clima de la guerra, se enamora de un hombre y madura gradualmente.[5][6]
- Lee Hak-joo como Nam Yeon-joon, un estudiante confuciano prometedor que estudia en Sungkyunkwan. Nam Yeon-jun es una persona que considera que seguir el camino de un caballero es más importante que su vida.[5]
- Lee Da-in como Kyung Eun-ae, la prometida de Yeon-joon y la mejor amiga de Gil-chae.[5][9]
- Kim Yun-woo como Ryang-eum, amigo íntimo de Jang-hyun que es el mejor cantante de pansori en Joseon.[10]
- Lee Chung-ah como Gak-hwa, hija de Hung Taiji y princesa de la dinastía Qing.[11]

### Secundario

#### Entorno de Gil-chae
- Ji Seung-hyun como Gu Won-moo, un oficial militar de Joseon, de pocas palabras y honesto, que por alguna razón pierde el valor ante Gil-chae.[12]
- Park Jung-yeon como Jong Jong-yi, la confidente de Gil-chae, a la que cuida y acompaña.[13]
- Kwon So-hyun como Bang Du-ne, la confidente de Eun-ae.[14]

#### Entorno de Jang-hyun
- Park Kang-seop como Gu-jam, el sirviente de Jang-hyun.[15]
- Choi Moo-sung como Yang-cheon, un envejecido malhechor de Uiju, que Jang-hyun trata como su hermano mayor.[12]

#### Familia real y súbditos de Joseon
- Kim Jong-tae como el rey Injo, el decimosexto gobernante de Joseon.[12]
- Kim Moo-jun como el príncipe heredero Sohyeon, primogénito del rey Injo.[16]
- Jeon Hye-won como la princesa heredera Kang, esposa del príncipe heredero Sohyeon, con el que vive como rehenes de la dinastía Qing.[17]
- Yang Hyun-min como Pyo Eon-gyeom, el eunuco leal del príncipe heredero Sohyeon.
- Kim Tae-hoon como Choe Myeong-gil, un pragmático que anteponiendo los intereses nacionales insiste en que el rey haga las paces con los Qing.[18]
- Choi Jong-hwan como Kim Sang-heon, un hombre leal.
- Ha Kyung como Shin I-rip.
- Jung Byung-cheol como Bong-si, el eunuco más cercano al rey Injo.
- So Yoo-jin como la consorte real Jo So-yong, concubina del rey Injo.[19]

#### Dinastía Qing
- Choi Young-woo como Yong Gol-dae, un oficial militar, consejero del emperador.[20]
- Kim Jun-won como Hung Taiji, el emperador de la dinastía Qing.[21]
- Kang Gil-woo como Jung Myung-soo, un intérprete que había nacido en Joseon como esclavo.[22]
- Kim Eun-woo como un general de la dinastía Qing durante la invasión de Joseon.[23]

#### Gente de Neungkun-ri
- Oh Man-seok como Yoo Kyo-yeon, el padre de Gil-chae.
- Cho Seung-yeon como Kyung Geun-jik, el padre de Eun-ae.
- Park Jong-wook como Gong Sun-yak, el único hijo del jefe del pueblo.
- Park Eun-woo como Yoo Young-chae, la hermana menor de Gil-chae.[24]
- Jung Han-yong como Song Choo, un empleado de Neunggun-ri Seowon.
- Nam Ki-ae como Yi-rang, la esposa de Choo.
- Park Jin-woo como Park Dae, ayudante de Gil-chae y marido de Doo-ne.[25]
- Jin Geon-woo como Dae-oh, un estudiante confuciano.[26]
- Nam Tae-hoon como Tae-sung, un erudito confuciano.[27]
- Kim Eun-soo como Joon-jeol, un erudito confuciano.
- Ha Kyoo-rim como Im Choon, una dama que tiene una personalidad brillante y alegre.
- Kim Ga-hee como Yoo Hwa.
- Choi Soo-kyun como Jung Yeon.

#### Otros
- Moon Seong-geun como Jang-cheol, líder espiritual de los eruditos confucianos.[28]
- Kim Seo-an como Young-rang, una joven kisaeng en Uiju.[29]
- Jeon Guk-hyang como Ae Bok.[30]
- Lee Young-seok como Deok-chul, un herrero.[31]
- Lee Nam-hee como Lee Young-ik.[32]
- Jeon Jin-oh como Maeng-tan, servidor del rey Yun Chin.[33]
- Yoo Ji-yeon como Hwa-yu, la amante del rey Yun Chin.[34]
- Kim Jung-ho como Yoon Chin-wang.[35]
- Min Ji-ah como In-ok.[36]

### Apariciones especiales
- Lee Soo-min como So-ya (ep. 11).[37]
- Yoo Jae-suk como un granjero (ep. 12).[38]
- Ha-ha como un granjero (ep. 12).[38]
- Joo Woo-jae como un granjero (ep. 12).[38]
- Park Jin-joo como una granjera (ep. 12).[38]
- Lee Yi-kyung como un granjero (ep. 12).[38]
- Mijoo como una granjera (ep. 12).[38]
- Lee Mi-do como Yang-sseu.[35]

## Producción
MBC planeó dividir la emisión de la serie ya en período de preproducción, como una estrategia para tratar de adaptarse a los cambios en la industria, las preferencias de los espectadores y la competencia, con más de ciento sesenta series dramáticas surcoreanas emitidas por todas las estaciones de televisión tradicional, canales de cable y servicios de transmisión locales y globales en 2022.
La serie está dirigida por Kim Sung-yong, quien también dirigió la serie de acción anterior de Namkoong The Veil (2021), y el guion está firmado por Hwang Jin-young, quien escribió asimismo el drama de época Rebel: Thief Who Stole the People (2017). El director musical es Kim Soo-han. El 13 de enero de 2023 se anunció el nombre de los protagonistas Namkoong Min y Ahn Eun-jin.
El rodaje de la serie contó con el patrocinio de la ciudad de Jinju, en cuyo Museo de la Seda Perlada, que se inaugurará en 2025, planea exhibir el vestuario de los personajes. Parte de la serie se ha rodado en parajes naturales de los alrededores de Jinju.
En mayo de 2023, la madre de una actriz víctima de una agresión sexual múltiple en 2004, la cual fue victimizada de nuevo durante la instrucción policial y terminó suicidándose en 2009, pidió públicamente que los espectadores renunciaran a ver My Dearest, al saber que un actor elegido para un papel menor en ella era uno de los doce perpetradores de aquella violación. La productora MBC anunció el 4 de mayo que había prohibido el acceso al rodaje al hombre en cuestión, así como la rescisión del contrato con la empresa que lo había contratado.
El 28 de junio de 2023 se hicieron públicas imágenes de la lectura del guion por el reparto de actores, que se había llevado a cabo en diciembre de 2022. El 6 de julio se lanzó un tráiler de la serie.
El 9 de noviembre de 2023 la compañía productora anunció que se había decidido extender la serie por un episodio añadiendo «escenas importantes en la segunda mitad para mejorar la calidad del trabajo y la integridad de la historia».

## Audiencia
La serie arrancó con un 5,4 % para el primer episodio pero cayó más de un punto en el segundo, quedando en última posición entre las series emitidas en fin de semana. Son números insuficientes para la que se consideraba la producción más esperada de MBC en el segundo semestre del año. Entre los factores negativos que se barajaron para tal resultado están el que algunos consideran error en la elección de Ahn Eun-jin como protagonista, y la antipatía del público hacia Lee Da-in, otro personaje principal. Sin embargo, en el episodio 5 experimentó un enorme aumento del 3,2 % respecto al episodio 4, y continuó al alza en el 6.º para tocar el 8,8 %, siendo la primera por audiencia entre todos los canales en esa franja horaria. Al siguiente episodio superó la barrera del 10 % nacional.
| Parte | Parte | Episodio número | Episodio número | Episodio número | Episodio número | Episodio número | Episodio número | Episodio número | Episodio número | Episodio número | Episodio número | Episodio número | Promedio |
| Parte | Parte | 1               | 2               | 3               | 4               | 5               | 6               | 7               | 8               | 9               | 10              | 11              | Promedio |
| ----- | ----- | --------------- | --------------- | --------------- | --------------- | --------------- | --------------- | --------------- | --------------- | --------------- | --------------- | --------------- | -------- |
|       | 1     | 1.011           | 0.728           | 0.991           | 0.976           | 1.441           | 1.752           | 1.955           | 1.843           | 1.883           | 2.269           | —               | 1.485    |
|       | 2     | 1.441           | 1.812           | 1.835           | 2.231           | 2.020           | 2.099           | 2.018           | 1.911           | 2.229           | 2.301           | 2.388           | 2.026    |

| Episodio | Fecha de emisión        | Índices de audiencia (Nielsen Korea) | Índices de audiencia (Nielsen Korea) | TNmS         |
| Episodio | Fecha de emisión        | Nacional                             | Seúl                                 | Nacional     |
| 1.ª parte | 1.ª parte               | 1.ª parte                            | 1.ª parte                            | 1.ª parte    |
| --- | ----------------------- | ------------------------------------ | ------------------------------------ | ------------ |
| 1 | 4 de agosto de 2023     | 5,4 % (9.ª)                          | 5,4 % (6.ª)                          | N/D          |
| 2 | 5 de agosto de 2023     | 4,3 % (8.ª)                          | 4,4 % (6.ª)                          | N/D          |
| 3 | 11 de agosto de 2023    | 5,5 % (11.ª)                         | 5,3 % (11.ª)                         | 4,3 % (18.ª) |
| 4 | 12 de agosto de 2023    | 5,2 % (4.ª)                          | 5,0 % (4.ª)                          | 4,4 % (12.ª) |
| 5 | 18 de agosto de 2023    | 8,4 % (3.ª)                          | 8,3 % (3.ª)                          | 6,5 % (7.ª)  |
| 6 | 19 de agosto de 2023    | 8,8 % (2.ª)                          | 8,3 % (2.ª)                          | N/D          |
| 7 | 25 de agosto de 2023    | 10,6 % (2.ª)                         | 10,1 % (2.ª)                         | 8,0 % (5.ª)  |
| 8 | 26 de agosto de 2023    | 10,3 % (2.ª)                         | 9,9 % (2.ª)                          | N/D          |
| 9 | 1 de septiembre de 2023 | 10,6 % (2.ª)                         | 9,8 % (2.ª)                          | 9,0 % (4.ª)  |
| 10 | 2 de septiembre de 2023 | 12,2 % (2.ª)                         | 11,5 % (2.ª)                         | N/D          |
| Especial | 8 de septiembre de 2023 | 3,4 % (18.ª)                         | 3,5 % (15.ª)                         | N/D          |
| 2.ª parte |                         |                                      |                                      |              |
| 11 | 13 de octubre de 2023   | 7,7 % (4.ª)                          | 7,5 % (2.ª)                          | 6,6 % (6.ª)  |
| 12 | 14 de octubre de 2023   | 9,3 % (2.ª)                          | 9,5 % (2.ª)                          | 6,9 % (2.ª)  |
| 13 | 20 de octubre de 2023   | 10,3 % (1.ª)                         | 9,9 % (1.ª)                          | 7,9 % (5.ª)  |
| 14 | 21 de octubre de 2023   | 11,7 % (2.ª)                         | 10,9 % (2.ª)                         | N/D          |
| 15 | 27 de octubre de 2023   | 11,8 % (1.ª)                         | 11,2 % (1.ª)                         | 9,5 % (3.ª)  |
| 16 | 28 de octubre de 2023   | 12,0 % (2.ª)                         | 11,3 % (2.ª)                         | N/D          |
| 17 | 4 de noviembre de 2023  | 11,4 % (2.ª)                         | 11,3 % (2.ª)                         | N/D          |
| 18 | 10 de noviembre de 2023 | 10,8 % (1.ª)                         | 10,3 % (1.ª)                         | 7,6 % (4.ª)  |
| 19 | 11 de noviembre de 2023 | 11,6 % (2.ª)                         | 11,3 % (2.ª)                         | N/D          |
| 20 | 17 de noviembre de 2023 | 12,4 % (1.ª)                         | 12,5 % (1.ª)                         | N/D          |
| 21 | 18 de noviembre de 2023 | 12,9 % (2.ª)                         | 12,7 % (2.ª)                         | N/D          |
| Promedio | Promedio                | 9,7 %                                | 9,4 %                                | —            |
| Especial | 8 de septiembre de 2023 | 3,4 % (18.ª)                         | 3,5 % (15.ª)                         | N/D          |
| - En la tabla superior, los números azules representan las calificaciones más bajas y los números rojos representan las más altas. - N/D indica que se desconoce el dato correspondiente. |                         |                                      |                                      |              |